# Epstein-Barr-virus
Epstein-Barr-virus (EBV) eller humant herpesvirus 4 (HHV-4) är ett av åtta virus i familjen herpesvirus som orsakar sjukdom hos människa. EBV infekterar främst B-celler och epitelceller och är ett av de mest spridda virusen bland människor. Uppskattningsvis beräknas 95% av alla människor vara bärare av viruset i latent fas, i regel utan att det ger upphov till sjukdom.
I likhet med andra herpesvirus har EBV en bifasisk livscykel, med en fas där de förökar sig och en latent fas. Den latenta fasen kan uppdelas i ytterligare tre olika faser där viruset överlever i värdens celler utan att föröka sig, medan den produktiva fasen innebär virusproduktion och möjlighet till spridning av viruset till nya individer. Merparten av alla EBV-infektioner förblir ofarliga, men i sällsynta fall kan viruset orsaka allvarligare sjukdom, som olika former av cancer.
Viruset smittar framförallt när saliv överförs mellan människor, exempelvis genom kyssar. En liten andel av nysmittade individer utvecklar körtelfeber, vilket i folkmun kallas för kyssjuka. Vanligast är dock att smittas med EBV redan som barn, vilket sällan leder till svåra symtom eller ens sjukdom.

## Historia
Viruset har fått sitt namn av Yvonne Barr och Michael Anthony Epstein, som upptäckte viruset på 1960-talet.. Sedan dess har EBV kopplats till flera olika sjukdomar: körtelfeber som olika cancersjukdomar som burkittlymfom, Hodgkins lymfom och cancer i näshålan.
EBV smittar enbart människor, och har under lång tid utvecklats tillsammans med människan. Man tror att EBV spreds bland primater redan för flera miljoner år sedan. Detta skulle kunna förklara varför virusets livscykel anpassats så väl till människan, och lyckats sprida sig till majoriteten av jordens befolkning.

## Virologi

Tegument hos virus

### Uppbyggnad
Epstein-Barr-virus är ett linjärt dubbelsträngat DNA-virus. Genomet är 172 kb stort och kodar för 85 proteiner. Viruspartikeln är ca 120-180 nm i diameter. EBV är ett gammaherpesvirus och strukturen har tre lager: ett yttre dubbelt lipidmembran som innehåller glykoproteiner. Dessa möjliggör igenkänning och sammansmältning med membran hos mottagarcellen, ett kapsidhölje som skyddar genomet samt ett tegumentlager emellan dessa som är associerat till kapsidhöljet.

### Funktion
Tegumentlagret mellan de två andra består av 20–40 olika proteiner. Dessa spelar roll vid byggandet av portal till kapsiden, ett så kallat capside-associated tegument complex (CATC) . Kapsidhöljet är ett proteinskal som skyddar virusets genom. Det behövs för att viruset ska kunna bli infektiöst. I kapsiden finns viktiga portalproteiner. Portalen är en por som möjliggör inträde och utträde för virusets genom. I ett tidigt stadium av infektion är portalproteiner involverade i att släppa ut genomet från kapsiden ut i cellen. Man tror att portalproteinet har en funktionell roll även vid kvarhållande och packning av DNA.
Flera studier har undersökt hur viruset kan undgå immunförsvaret. I en studie kunde man visa hur viruset leder till endocytos och nedgradering av histokompatibilitetskomplex klass 1-proteiner (MHC klass I), som behövs för igenkänning av infekterade celler av NK-celler. Tidigare forskning har även pekat på att uttrycket av receptorn för interleukin 15 (IL-15) minskat efter akut körtelfeber, vilket en nyare studie tillbakavisar.

## Replikationscykel

### Inträde till celler
En viktig typ av värdceller för EBV är immunförsvarets B-celler. Det är främst här som viruset finns latent. Viruset påverkar B-cellen så att den uppfattas av kroppen som en minnes-B-cell och därmed inte sorteras bort i lymfkörtlarna. Andra primära celler för infektion är epitelceller såsom mukosaceller, men vid enstaka fall kan även T-celler, NK-celler och muskelceller bli infekterade. EBV infekterar främst epitelcellerna i svalget och sprids därefter vidare till B-cellerna genom replikering, det är via lymfocyter i tonsillerna som viruset tar sig ut i blodet. Detta resulterar i en latent infektion som kan kopplas till malign celltillväxt, även hos personer med starkt immunförsvar.  
EBV tar sig in i B-celler genom att proteinet gp350 binder till B-cellens receptor CD21. Virusets glykoprotein gp42 interagerar sedan med B-cellens HLA klass II-molekyler vilket ger upphov till en fusion med värdens, som i sin tur gör det möjligt för EBV att ta sig in i cellen.  
Epitelceller saknar receptorn CD21 och för att EBV ska ta sig in i dessa celler interagerar istället virusproteinet BMRF-2 tillsammans med cellens β1 integrin. En interaktion mellan gH/gL-proteinet och αββ6/8 integrin sker och utlöser en fusion av virushöljet och cellmembranet vilket möjliggör för EBV att ta sig in i epitelcellen.  

### Lytiskt replikation
För att viruset ska producera infektiösa viruspartiklar måste aktivering av lytisk replikering eller återaktivering från latens ske. Lytisk replikering innebär att viruspartiklarna sprider sig till nya celler och orsakar infektion. Viruset sprider sig genom att nukleinsyran tar sin in i den nya cellen och viral DNA-polymeras läser av nukleinsyran. Virusgenomet replikeras och nya virus bildats. När lytiska genprodukter produceras görs de i tre olika steg: omedelbart tidigt, tidigt och sent. De tidiga produkterna har flera olika funktioner som replikering, metabolism och blockering av antigenbearbetning. De sena produkterna kodar för strukturella proteiner som virala kapsidantigener och genprodukter som används för immunförsvar och undvikande.

### Latens
Latens är ett tillstånd där viruset ligger vilande utan aktiv virusproduktion. EBV infekterar främst B-celler och epitelceller och kan då ligga latent här under lång tid. EBV-genomet kvarstår i en episomal form i minnes-B-cellens kärna.  
Det finns tre latensfaser som EBV:s virusproteiner kan föröka sig genom men alla virusproteiner kan inte härledas till samtliga tre faser. EBV:s virusproteiner är EBNA1, EBNA2, EBNA3A, EBNA3B, EBNA3C, EBNA leader protein (EBNA-LP), LMP1 och LMP2. Alla dessa virusprotein har egenskaper som gör återaktiveringen möjlig.  
Latensfas I finns endast EBNA1 som är kopplad till Burkitts lymfom. Här kan EBV föröka sig genom delning av minnesceller.  
Latensfas II finns EBNA1, LMP1 och LMP2A är kopplad till Nasofaryngealt karcinom och Hodgins lymfom. EBV framkallar skillnader i B-cellen och förökar sig på så vis.
Latensfas III finns samtliga virusprotein och är kopplad till infektiös mononukleos. Här förökar sig EBV genom att aktivera naiva B-celler.

### Återaktivering

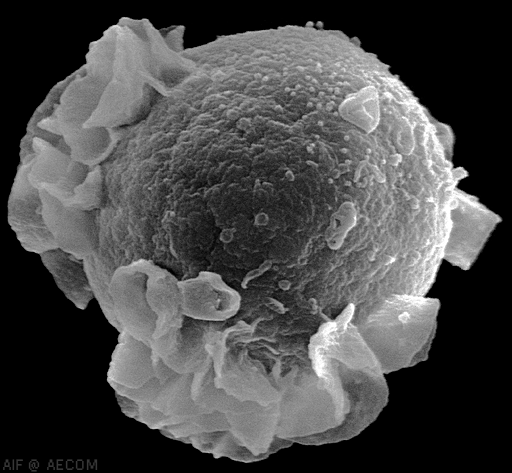
Epstein-Barr-virus avknoppas från en B-cell

B-celler med latent EBV kan ibland stimuleras så att de återaktiveras, vilka då åter producerar virus och kan då leda till infektion av nya B-celler och epitelceller. De nyinfekterade cellerna blir då en källa till fortsatt virusreplikation. Även om man vet en hel del om hur förloppet ser ut vid en återaktivering, så vet man ännu inte vad som initierar den. Det man tror sätter igång återaktivering är när en latent infekterad B-cell reagerar på en infektion den egentligen inte är relaterad till. B-cellsreceptorn stimuleras och sätter då igång en återaktivering.
Under lytisk återaktivering uttrycks glykoproteinet 350 (gp350) rikligt men även sporadiskt på latenta infekterade celler. Både infektion och sporadisk återaktivering kan fortsätta livet ut.

## Sjukdom och symptom
EBV är en väldigt vanlig infektion hos människan, och man räknar med att nästan alla människor i världen infekteras under sin levnad. Viruset smittar via saliv, blod eller sperma men infekterar sedan epitelceller och B-celler.
Vanligast är att människor infekteras av EBV i barndomsåren och den då är symptomfri infektion eller ger endast lätta infektionssymptom. En primärinfektion som uppkommer under tonåren kan däremot resultera i körtelfeber (infektiös mononukleos) som har liknande symtom som halsfluss. När man har insjuknat i körtelfeber är man smittsam under några veckors tid. Inkubationstiden är fyra till sex veckor.
En person som smittas av EBV behåller infektionen resten av livet, eftersom viruset kan återfinnas i latent fas i infekterade celler.
EBV förknippas med ett tiotal cancerformer som sällsynt kan uppkomma när viruset aktiveras ur latent fas och då inducerar cancer. Dessa cancersjukdomar inkluderar Burkitts lymfom, Hodgkins lymfom, magcancer, nasofarynxcancer, leiomyosarkom och godartade slemhinnetumörer.
Risken för att utveckla tumörsjukdomar vid EBV-infektion är normalt låg, men är högre för individer med försvagat immunförsvar som efter transplantation eller vid HIV-1-infektion.

### Autoimmuna sjukdomar
Flera studier har sedan 1980-talet pekat på att Epstein–Barr-infektion verkar korrelera med flera former av autoimmuna sjukdomar, däribland multipel skleros. Den föreslagna mekanismen är förändringar i CD4- och CD8-positiva T-celler.
En annan föreslagen mekanism är att EBV infekterade B-celler blir bättre på att presentera olika självantigen för T-celler och därigenom ökar risken för att en autoimmun reaktion initieras.

### Behandling
Det finns inga etablerade behandlingsmetoder mot EBV. Behandling med det antivirala läkemedlet aciclovir är inte effektiv mot EBV, dock har ett antal mindre studier pekat på att valacyclovir minska mängden Epstein–Barr-virus hos personer med akut körtelfeber, vilket ledde till en minskning av symptombilden. Vid allvarliga tillstånd används rituximab, ett cytostatikum som angriper B-celler och består av en CD20-specifik monoklonal antikropp.